# 賽普勒斯鎊
賽普勒斯鎊，亦稱里拉（希臘語: λίρα / plural λίρες ，土耳其語: lira），是賽普勒斯過去流通的貨幣，在賽普勒斯南部希臘族裔地區和英國佔領區使用；北部土耳其族裔地區則使用土耳其貨幣－新土耳其里拉。
2008年1月1日起，賽普勒斯加入歐元區，而賽普勒斯鎊則於同月31日起停止使用，0.585274賽普勒斯鎊兌換1歐元；北部仍用新土耳其里拉。
而從2009年及2017年12月31日起，塞浦路斯中央銀行分別不再收兌舊幣及舊鈔，意味著未被收兌的賽普勒斯鎊無法再轉為歐元。

## 外部連結
- Website about Cypriot Pound
- 维基共享资源上的相關多媒體資源：賽普勒斯鎊

 維基新聞相關報導：Cyprus and Malta to adopt the euro